# Унаследованный язык
Унаследованный язык (англ. heritage language) — один из терминов, используемых в лингвистике для обозначения языка (наряду с терминами «наследуемый язык», «эритажный язык», «язык семейного наследия» и др.), чаще всего употребляемого в семье и отличного от основного языка окружения, распространённого на данной территории. Как правило, носители таких языков двуязычны, и унаследованный язык является для них родным. Однако в некоторых ситуациях унаследованный язык не является доминирующим в семье и используется ребенком в разговорах с бабушками и дедушками или только в определённом контексте, являясь таким образом вторым языком. Этот термин в основном касается языкового профиля детей, иммигрировавших до начала образования на родине, а также детей, чьи родители-иммигранты говорят дома на родном языке. Аналогичным образом, можно говорить о «языке семейного наследия» в ситуации сохранения родного языка в качестве внутрисемейного средства коммуникации коренным населением на территории, где стал доминировать другой язык (например, карельский язык в карельских семьях в Республике Карелия, где практически во всех сферах жизни общества безусловно доминирует русский язык). Расширительно говорящими на языке семейного наследия можно считать потомков иммигрантов, которые, фактически будучи монолингвами — носителями языка окружения, частично сохраняют изначальную этническую идентичность и из соображений сохранения культурных связей с родиной начинают изучать язык страны, из которой приехали их предки.

## Терминологические обозначения
Эта форма языкового существования имеет целый ряд более или менее терминологизированных обозначений, каждое из которых обладает рядом недостатков. Естественно возникшие традиционные термины «обиходный язык», «домашний язык», «язык домашнего обихода», «язык семейного общения» в целом адекватно описывают среду бытования языка, но могут вызвать ряд ложных расширений и истолкований, так как, во-первых, могут, в соответствии с внутренней формой, обозначать систему средств непринуждённого общения в моноязычной семье (русская разговорная речь в русских семьях в России в каком-то смысле является таким «домашним языком семейного общения»), во-вторых, внутри малой эмигрантской или смешанной семьи в качестве средства семейного общения может использоваться язык окружения, а сферой использования «домашнего языка» может быть общение с отдельно проживающим кругом старших родственников — бабушек и дедушек. В силу этих причин ряд исследователей, под влиянием англо-американской лингвистической традиции, использует полностью или частично калькированные или заимствованные из английского обозначения, передающие идею наследования: «унаследованный язык» (М. С. Полинская), «наследуемый язык» (М. В. Копотев), «язык семейного наследия», «эритажный» или «херитажный» язык (Е. В. Рахилина).

## Характерные черты унаследованного языка
Эритажный язык, в отличие от полнофункционального родного языка, бытует главным образом в устной форме, он обычно ограничен в коммуникативно-прагматических возможностях, обладает рядом грамматических особенностей, тяготеет к более эксплицитному выражению семантических отношений и стилистически невариативен.

## Унаследованный язык и законодательство
Право получения бесплатного образования на унаследованном языке защищено законодательством некоторых европейских стран, в особенности в Скандинавии.